# Spion 13
Spion 13 (originaltitel Operator 13) er en amerikansk romantisk film fra 1934, instrueret af Richard Boleslawski og havde Marion Davies og Gary Cooper og Jean Parker i hovedrollerne.
Manuskriptet blev skrevet af Harvey F. Thew, Zelda Sears og Eve Greene baseret på historier skrevet af Robert W. Chambers.
Filmen indeholder musiknumre med The Mills Brothers og Davies.
George J. Folsey blev nomineret til en Oscar for bedste fotografering for sit arbejde på filmen.